# Naoko Kawashima
Naoko Kawashima (jap. 川嶋 奈緒子, Kawashima Naoko; * 7. April 1981 in Tokio) ist eine ehemalige japanische Synchronschwimmerin.

## Erfolge
Naoko Kawashima gewann bei den Weltmeisterschaften 2001 in Fukuoka mit Silber in der Mannschaftskonkurrenz ihre erste internationale Medaille. Zwei Jahre darauf wurde sie in Barcelona in der Kombination Weltmeisterin, während sie mit der Mannschaft erneut Zweite wurde. Bei den Olympischen Spielen 2004 in Athen trat Kawashima in der Mannschaftskonkurrenz an und sicherte sich mit der japanischen Mannschaft, zu der neben ihr noch Miya Tachibana, Miho Takeda, Michiyo Fujimaru, Saho Harada, Kanako Kitao, Emiko Suzuki, Juri Tatsumi und Yōko Yoneda gehörten, hinter Russland die Silbermedaille. Sie erhielten mit 98,667 Punkten genau einen Punkt weniger als die Russinnen und einen Punkt mehr als die drittplatzierten US-Amerikanerinnen.
Zwei Silbermedaillen gewann Kawashima bei den Weltmeisterschaften 2005 in Montreal: In der Kombination und in der Mannschaftskonkurrenz belegte sie jeweils den zweiten Platz. 2007 wiederholte sie in Melbourne diese Platzierung bei den nächsten Weltmeisterschaften in der Kombination und schloss außerdem das technische Programm im Mannschaftswettbewerb auf dem zweiten und das freie Programm im Mannschaftswettbewerb auf dem dritten Platz ab. Kawashima gehörte 2008 bei den Olympischen Spielen in Athen erneut zum japanischen Aufgebot im Mannschaftswettbewerb. Nachdem die Japanerinnen das technische Programm auf Rang vier beendet hatten, kamen sie im freien Programm nicht über die sechstbeste Wertung hinaus und beendeten den Wettkampf auf dem fünften Gesamtplatz. Die Spiele waren Kawashimas letzter internationaler Wettkampf.